# Planegger Straße (München)
Die Planegger Straße ist eine Altstraße im Münchner Stadtteil Pasing, die die Hauptachse des Dorfkerns von Pasing bildet.

## Geschichte
Als Dorfstraße war die Planegger Straße ursprünglich beiderseits mit giebelständigen Bauernhäusern besetzt. Diese Bebauung hat sich am ehesten an der Ostseite in den äußeren Grundzügen (wegen der Umnutzung der Gebäude) erhalten. Die meisten der im 19. Jahrhundert erneuerten Einfirsthöfe bestanden ursprünglich aus einem Wohnteil zur Straße und einem rückwärtigen Wirtschaftsteil, in dem Stall, Tenne und Scheune untergebracht waren.
Nach der Aufgabe der Landwirtschaft, die in der zweiten Hälfte des 19. Jahrhunderts einsetzte, wurden viele dieser Bauernhäuser umgenutzt und verändert. Städtische Bauwerke, wie Villen und Mietshäuser entstanden um 1900 und verstärkt nach dem Zweiten Weltkrieg. 
Aufgrund von vielen Neubauten, die auf die gewachsene dörfliche Struktur keine Rücksicht nahmen, erscheint das Gesamtbild der Planegger Straße sehr uneinheitlich.
Die Westseite der Planegger Straße wird am Anfang von der langen Front des Baukomplexes (Planegger Straße 4/6 und Institutstraße 1/3) der Englischen Fräulein dominiert. Das ehemalige südliche Dorfende wird auf der Würmseite vom Schloss Gatterburg markiert. 
Außerhalb dieser alten Bebauung stand an der Planegger Straße die heute nicht mehr bestehende Papierfabrik München-Dachau, die für ihre Angestellten und Arbeiter an der Planegger Straße 28/32 im Jahr 1906 ein Mietshaus errichtete.   

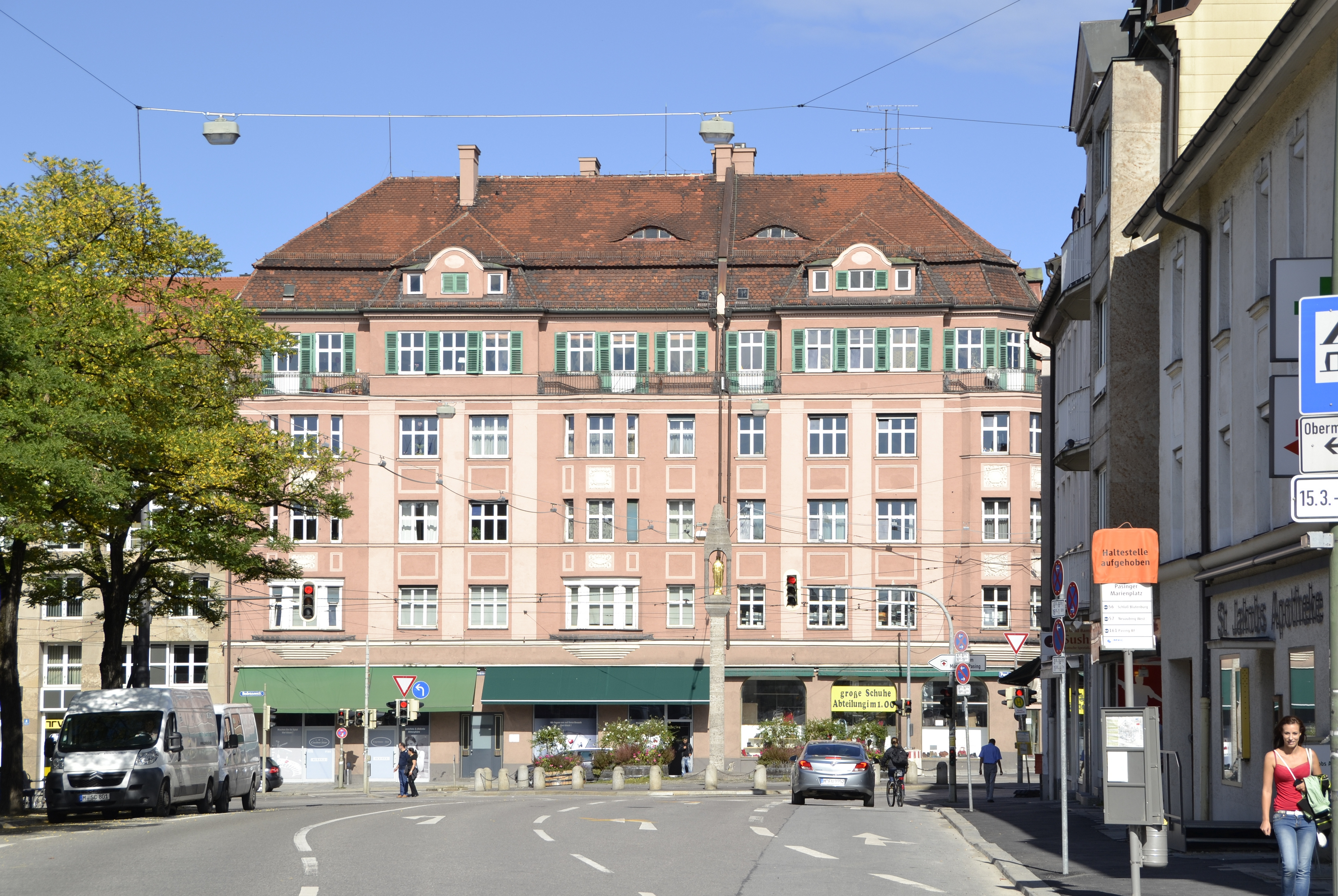
Marienplatz in Pasing von der Planegger Straße aus gesehen
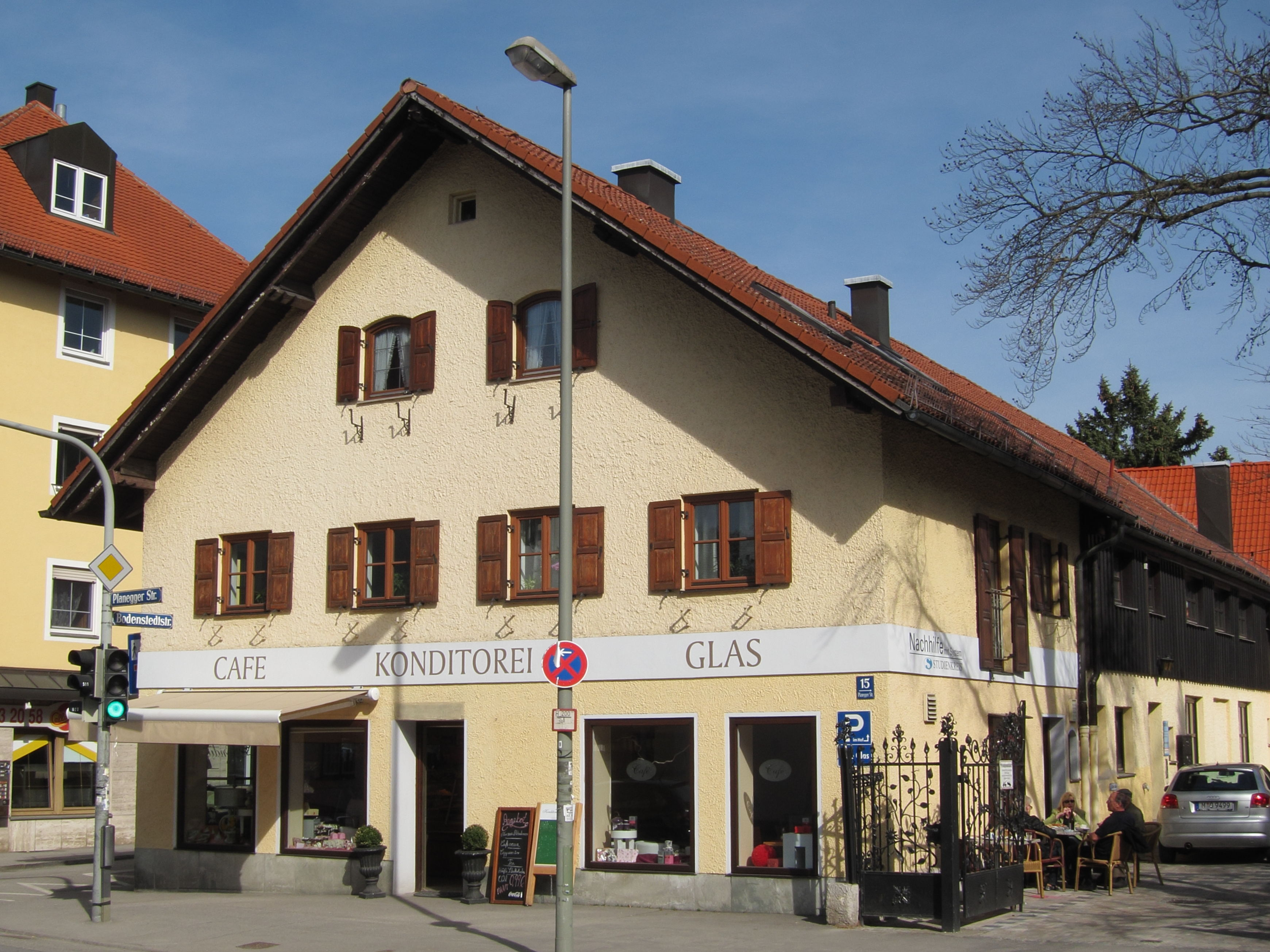
Ehemaliges Bauernhaus Planegger Straße 15, erbaut im 19. Jahrhundert
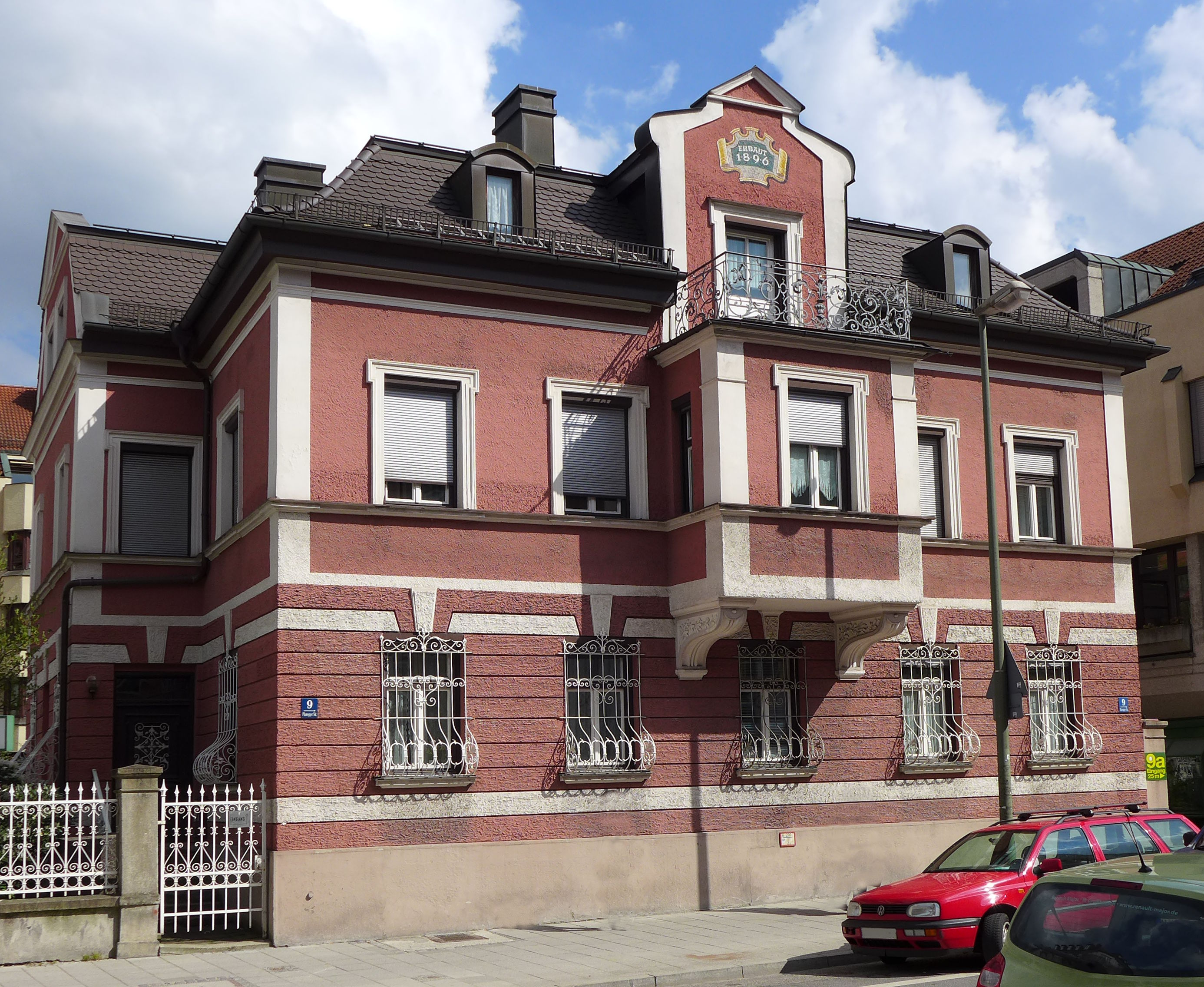
Villa Planegger Straße 9, erbaut 1896
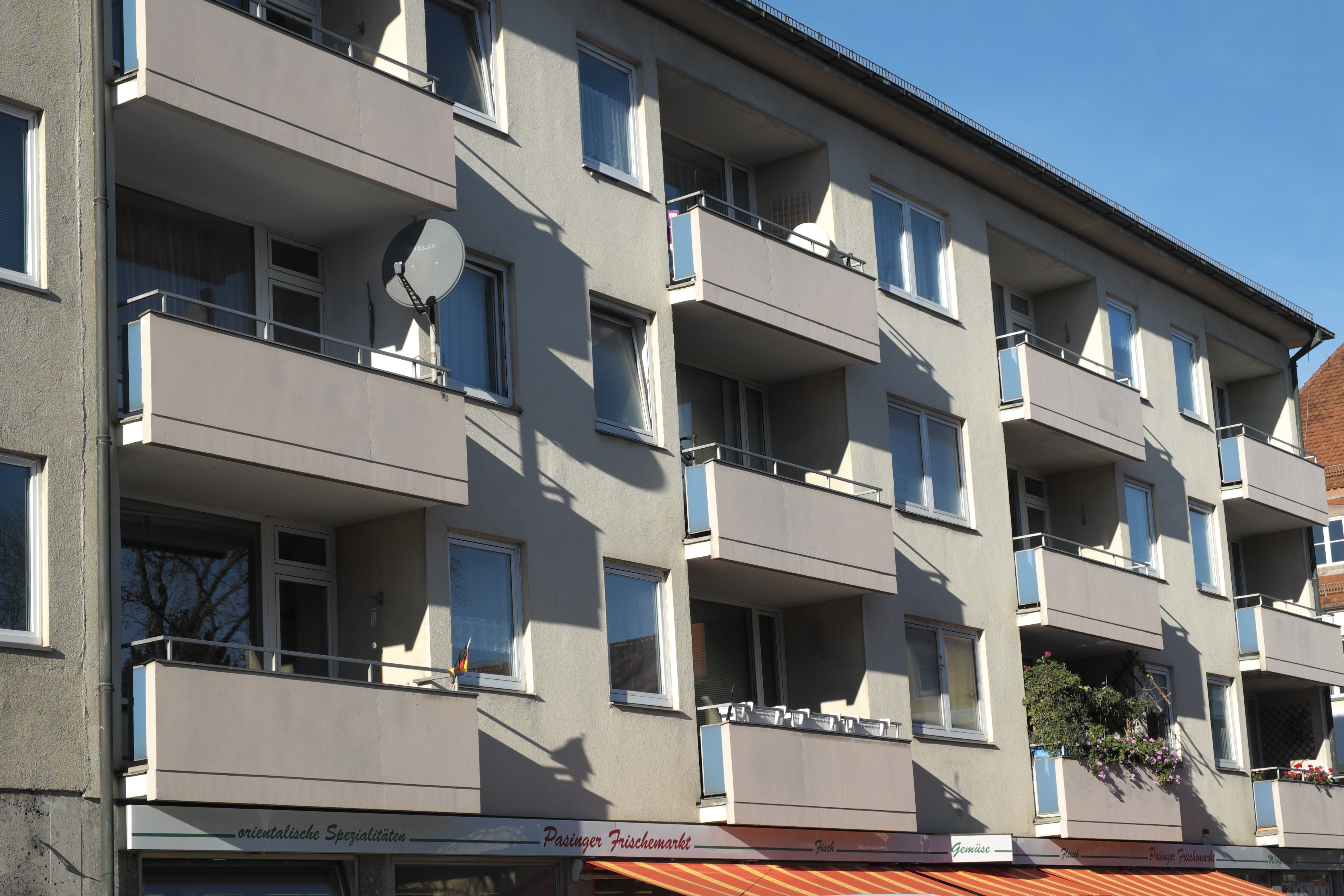
Mietshaus Planegger Straße 113 aus den 1980er Jahren

## Baudenkmäler
Siehe: Liste der Baudenkmäler in Pasing